# Jesse Young
Jesse Wade Young (Peterborough, Ontario, Canadá, 29 de abril de 1980) es un jugador profesional de baloncesto con nacionalidad irlandesa y canadiense; actualmente juega en el Bancatercas Teramo.

## Carrera deportiva
Sus primeros pasos fueron en el instituto de la ciudad en la que nació en Ontario y a los diecinueve años entró en la NCAA para jugar en la universidad George Mason, donde jugó durante cuatro temporadas antes de dar el salto a la liga LEB española. Este salto se produjo en la temporada 2003-04 y pasaría a formar parte de la plantilla del Drac Inca durante sólo un año, debido al interés del DKV Joventut.
Ya en el Joventut se consolidó como jugador y en su tercera temporada en ACB llegó a disputar la Euroliga con el DKV. Finalmente al cuarto año de contrato con el DKV Joventut fue traspadado al MMT Estudiantes. Disputaró su sexta temporada en la ACB con el Club Baloncesto Murcia.
En la temporada 2009/10 firmaría con el Bancatercas Teramo de la LEGA.